# Estrapolazione da in vitro a in vivo
L'estrapolazione da in vitro a in vivo (IVIVE) si riferisce al passaggio qualitativo o quantitativo di risultati sperimentali o di osservazioni fatte in vitro in modo da predirre fenomeni in vivo.
Il problema della trasposizione dei risultati in vitro è particolarmente sentito in settori come la tossicologia, dove si stanno gradualmente eliminando gli esperimenti sugli animali e sostituendo sempre più con test alternativi.
I risultati ottenuti da esperimenti in vitro, spesso, non possono essere applicati direttamente per prevedere le risposte biologiche degli organismi. Pertanto, è estremamente importante costruire un modello di estrapolazione da in vitro a in vivo coerente e affidabile.
Oggigiorno sono comunemente accettate due soluzioni:
- (1) Aumentare la complessità dei sistemi in vitro in cui più cellule possono interagire tra loro per mimare le interazioni cellula-cellula presenti nei tessuti (come nei sistemi "human on chip").[1]
- (2) Utilizzo della modellizzazione matematica per simulare numericamente il comportamento di un sistema complesso, per cui i dati in vitro forniscono i valori dei parametri per lo sviluppo di un modello.[2]

I due approcci possono essere applicati contemporaneamente, in modo che i sistemi in vitro forniscano dati adeguati per lo sviluppo di modelli matematici. Per spingere verso lo sviluppo di metodi di test alternativi, esperimenti in vitro sempre più sofisticati stanno ora raccogliendo numerosi dati, complessi e stimolanti, che possano essere integrati in modelli matematici.

## Farmacologia
IVIVE in farmacologia può essere utilizzato per valutare la farmacocinetica (PK) o la farmacodinamica (PD). </link>
Poiché la perturbazione biologica dipende dalla concentrazione della sostanza tossica e dalla durata dell'esposizione di un candidato farmaco (molecola progenitrice o metaboliti) in quel sito bersaglio, gli effetti sui tessuti e sugli organi in vivo possono essere completamente diversi oppure possono essere simili a quelli osservati in vitro . Pertanto, l’estrapolazione degli effetti avversi osservati in vitro viene incorporata in un modello quantitativo del modello PK (farmacocinetico) in vivo. È generalmente accettato che i modelli PK su base fisiologica, inclusi l'assorbimento, la distribuzione, il metabolismo e l'escrezione di una determinata sostanza chimica, siano fondamentali per le estrapolazioni in vitro - in vivo .
Nel caso di effetti precoci o senza comunicazioni intercellulari, si presume che una certa concentrazione di farmaco a cui è esposto un sistema cellulare causi gli stessi effetti, sia sperimentalmente sia quantitativamente, in vitro e in vivo. In queste condizioni, è sufficiente (1) sviluppare un semplice modello farmacodinamico che metta in relazione la concentrazione alla risposta osservata in vitro (relazione dose-risposta) e (2) trasporlo senza modifiche per prevedere gli effetti in vivo .
Tuttavia, le cellule nelle colture non sono perfettamente in grado di imitare le cellule di un organismo vivente. Per risolvere questo problema, è necessario utilizzare più modelli statistici con informazioni meccanicistiche, oppure è possibile fare affidamento su sistemi meccanicistici di modelli biologici della risposta cellulare. Tali modelli sono caratterizzati da una struttura gerarchica, come percorsi molecolari, funzione degli organi, risposta dell’intera cellula, comunicazioni cellula-cellula, risposta dei tessuti e comunicazioni inter-tessuti.